# Bryomyia helmuti
Bryomyia helmuti är en tvåvingeart som beskrevs av Jaschhof 1997. Bryomyia helmuti ingår i släktet Bryomyia och familjen gallmyggor. Inga underarter finns listade i Catalogue of Life.